# ラヴィン・ユー・ロング・タイム
「ラヴィン・ユー・ロング・タイム」（原題：I'll Be Lovin' U Long Time）は、アメリカ合衆国の歌手マライア・キャリーの11枚目のスタジオ・アルバム『E=MC²』のためにマライア、アルドリン "DJトゥーンプ" デイビス、Mark DeBarge、Johnson、Etterlene Jordan、Clifford Harrisによって製作された楽曲。アルバムからのサード・シングルとしてリリースされた。この楽曲は、デバージの楽曲「ステイ・ウィズ・ミー」をサンプリングしており、歌詞もまた映画『フルメタル・ジャケット』より"me love you long time"の部分を引用している。
プロデュースをDJトゥーンプとマライアが担当をしている。この楽曲のリミックス・ヴァージョンにはラッパーのT.I.が客演で参加しており、ミュージック・ビデオの音源もリミックス・ヴァージョンの方が使用された。
この楽曲は最初に日本でシングル・リリースされ、またマライアがプロモーション・ツアーを2008年5月末から6月初めに日本で行っている際にシングル化は発表された。この時マライアは、MTV Video Music Awards Japan 2008にて「ラヴィン・ユー・ロング・タイム」のライヴ・パフォーマンスをオープニング・アクトとして行っている。

## 収録曲
デジタルEP
1. I'll Be Lovin' U Long Time (Remix feat. T.I.)
2. I'll Be Lovin' U Long Time (Remix feat. LL Cool J)
3. I'll Be Lovin' U Long Time (A Capella)
4. I'll Be Lovin' U Long Time (Instrumental)

## オフィシャル・ヴァージョン
- Album/Main Version (3:01)
- Radio Edit (3:11)
- Instrumental (3:11)
- Remix featuring T.I. (3:50)
- Remix featuring LL・クール・J (3:26)
- Remix featuring LL・クール・J and ゴーストフェイス・キラー
- The Progressions Remix